# Michele Protospata

Impero bizantino nella prima metà dell'XI secolo.

Michele Protospata (fl. XI secolo) fu catapano d'Italia dal 1032 fino al maggio 1033.

## Biografia
Michele era un alto e nobile funzionario della corte imperiale di Costantinopoli, infatti il Prorospata sta per la sua carica di protospatario, aveva alte cariche. Al culmine della sua carriera, il suo titolo completo era: ἐπὶ τῶν οἰκιακῶν, κατεπάνω Ἰταλίας, κριτὴς τοῦ βήλου καί τοῦ ἱπποδρόμου, cioè, "Ciambellano, catapano d'Italia, e kritēs del vēlon e dell'ippodromo". Il kritēs era probabilmente un ufficiale incaricato di esaminare le richieste pubbliche per l'imperatore.
Nel giugno del 1032 a Cassano fu ucciso in battaglia il catapano Poto Argiro, l'imperatore bizantino Romano III Argiro per sostituirlo mandò Michele Protospata. Quando Michele arrivò in Italia, aveva con sé un forte esercito, composto non solo di reclute dell'est o da ausiliari, ma anche dalle truppe d'elite dell'impero bizantino, ossia i soldati provenienti dall'Asia Minore e la Siria. Non si sa cosa ne fu di questo grande esercito, tuttavia Michele fu sostituito nel maggio 1033 da Costantino Opo, per decisione sempre dell'imperatore Romano, dopo questo fatto non abbiamo più sue notizie.